# Вазописець Наццано

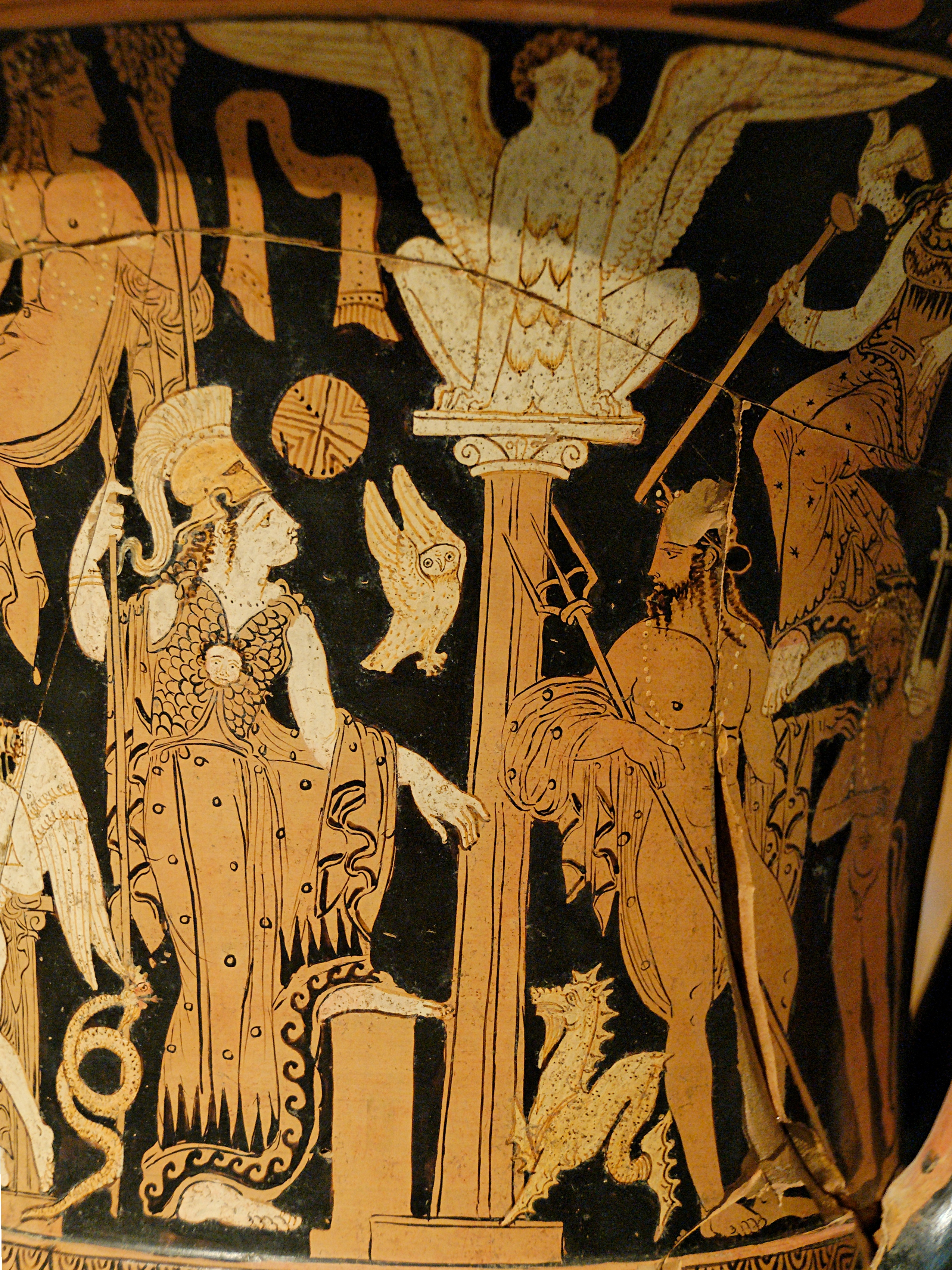
Зображення Афіни та Посейдона на кратері з волютами Вазописця Наццано. Близько 360 р. до н. е. Лувр. Париж

Вазописець Наццано (англ. Nazzano Painter, нім. Nazzano-Maler) — анонімний давньогрецький вазописець, працював у Фалеріях в середині IV століття до н. е. у червонофігурній техніці. Умовна назва походить від сучасного італійського міста Наццано.
Вазописець Наццано — один з небагатьох вазописців фалісків, чия ідентифікація робіт надзвичайно чітка завдяки особливій манері майстра. На його стилі відчувається вплив таких афінських художників як Вазописець Мелеагра та Вазописець Еномая (деякі дослідник навіть припускають, що і сам Вазописець Наццано міг бути не етруском, а греком, що прибув з Афін). Вазописець Наццано часто використовував їх техніку драпірування одягу та принцип дворівневості композиції. Вази різного періоду Вазописця Наццано відрізняються впорядкованістю фігур або навпаки повною їхньою хаотичністю.

## Відомі роботи
- кратер з волютами із зображенням Афіни та Посейдона, нині у Луврі. Експонат CA 7426[2].
- кратер-кілікс 1970.487 у Бостонському художньому музеї. На стороні А вази зображено Телефа, що погрожує малюкові Оресту у присутності царя Агамемнона[3]. На стороні В — Діоніс та Аріадна стоять між двома стрибаючими сатирами[1]. Артур Дейл Трендал вважав, що мотив кратера міг бути навіяний пєсою Евріпіда «Телеф»[4].
- кратер-кілікс: Захоплення Трої ахейцями, Національний музей Вілла Джулія[5].